# Villa Albertine
La Villa Albertine est un programme de résidences aux États-Unis, mis en place par le gouvernement français en 2021, pour soutenir et diffuser la création française. Elle vient compléter la Villa Médicis à Rome, la Casa de Velázquez à Madrid et la Villa Kujoyama à Kyoto.

## Description
En 2021, 60 artistes sont invités en résidence, pour une durée de un à plusieurs mois. La villa Albertine est présente dans dix villes des États-Unis : Atlanta, Boston, Chicago, Houston, Los Angeles, Miami, New York, Nouvelle-Orléans, San Francisco et Washington. La Villa Albertine dispose de locaux à San Francisco ou à Washington. Le ministère des Affaires étrangères a la tutelle de ce programme. Le programme s'appuie sur les membres des services culturels de l’ambassade de France. Il est cofinancé par le ministère de la culture. Si la Villa Albertine est le quatrième programme de résidences à l'étranger, il se veut davantage immersif. L'objectif est de faire connaître la création française sur la scène internationale. La villa Albertine accueille des artistes, écrivains, scientifiques et elle s'ouvre aux sciences sociales. Le 17 novembre 2022, la villa Albertine présentait La nuit américaine au musée d'Orsay pour échanger sur les grandes questions qui traversent la société américaine avec les résidents de la villa et des personnalités de la scène américaine.
Les lauréates du Prix Aware Nouveau regard bénéficie d'une résidence à la Villa Albertine ainsi qu'un accompagnement pour la diffusion de leurs créations aux États-Unis. Myriam Mihindou, lauréate du Prix Aware en 2022 est la première artiste à bénéficier de ce programme de visibilisation outre-atlantique.

## Quelques résidents
- En 2024 :
  - Tarik Kiswanson, artiste visuel à New-York.
  - Sylvain Couzinet-Jacques, artiste visuel, Atlanta.
  - Ngnima Sarr, artiste visuel, poésie à Atlanta.
  - Assia Drame, artiste visuel, Chicago.
  - Lucas Roxo, cinéma, Chicago.
  - Garance Maurer, design, San-Francisco.
  - Corentin Poirier, gastronomie, San-Francisco.
  - Chloé Dufresne, musicienne.
  - Kelly-Christina Grant, artiste visuel et sciences sociales.
  - Karim Oyarzabal, artiste visuel à Houston[8].